# Cuza Vodă (Constanța)
Cuza Vodă é uma comuna romena localizada no distrito de Constanţa, na região de Dobruja. A comuna possui uma área de 49.20 km² e sua população era de 3486 habitantes segundo o censo de 2007.